# Pseudojuloides pyrius
Pseudojuloides pyrius là một loài cá biển thuộc chi Pseudojuloides trong họ Cá bàng chài. Loài này được mô tả lần đầu tiên vào năm 1981.

## Từ nguyên
Trong tiếng Hy Lạp, từ định danh pyrios có nghĩa là "bốc lửa", hàm ý đề cập đến tông màu nóng như lửa ở cả hai giới của loài cá này.

## Phân loại
P. pyrius cùng 6 loài khác là Pseudojuloides cerasinus, Pseudojuloides kaleidos, Pseudojuloides polackorum, Pseudojuloides polynesica, Pseudojuloides splendens và Pseudojuloides xanthomos cùng hợp lại với nhau tạo thành nhóm phức hợp loài P. cerasinus.
Khác biệt hoàn toàn với 6 loài kể trên, P. pyrius đực lại có tông màu đỏ chứ không phải màu xanh lục lam như cá đực của các loài còn lại. Tuy vậy, kiểu gen của P. pyrius lại khá gần giống với P. cerasinus và P. polynesica.

## Phạm vi phân bố và môi trường sống
P. pyrius có phạm vi phân bố ở vùng biển Nam Thái Bình Dương. Đây là một loài đặc hữu của quần đảo Marquesas, và chỉ được biết đến tại 3 đảo: Fatu Hiva, Tahuata, Nuku Hiva.
P. pyrius sống gần các rạn san hô trên nền cát và đá vụn ở độ sâu trong khoảng từ 19 đến 41 m.

## Mô tả
P. pyrius có chiều dài cơ thể tối đa được ghi nhận là 7,2 cm. Chúng là loài dị hình giới tính và có thể là một loài lưỡng tính tiền nữ.
Cá đực: Nửa trên cơ thể màu vàng tươi; nửa dưới màu đỏ. Đầu màu đỏ trừ vùng gáy có màu vàng. Vây lưng và vây hậu môn màu đỏ với viền trắng, dải cận rìa có màu đen; vây lưng có đốm đen ở phía trước. Vây đuôi có một đường sọc hình lưỡi liềm màu trắng, phân vây từ cuống đuôi đến sọc này là màu đỏ, phần vây còn lại màu đen; cạnh trên và dưới của vây đuôi có dải viền trắng, mỏng và dải cận rìa có màu đen. Vây ngực trong suốt; vây bụng màu đỏ nhạt.
Cá cái: Thân trên và nửa trên của đầu màu đỏ tươi, phớt vàng, chuyển sang màu trắng hồng ở bụng và ngực, cũng như nửa dưới của đầu. Đầu hơi phớt vàng ở mõm trắng hồng ở nửa dưới. Vây lưng và vây đuôi màu vàng nhạt; vây lưng có màu hồng cam ở gốc. Vây hậu môn màu trắng nhạt. Vây ngực trong suốt; với một đường sọc màu cam ở gốc. Vây bụng trong suốt, có các tia vây trắng.
Số gai ở vây lưng: 9; Số tia vây ở vây lưng: 11; Số gai ở vây hậu môn: 3; Số tia vây ở vây hậu môn: 12; Số tia vây ở vây ngực: 13; Số gai ở vây bụng: 1; Số tia vây ở vây bụng: 5.

### Trích dẫn
- "A Revision of the Labrid Fish Genus Pseudojuloides, with Descriptions of Five New Species" (PDF). Pacific Science. Quyển 35 số 1. 1981. tr. 51–74. {{Chú thích tạp chí}}: Đã bỏ qua tham số không rõ |authors= (trợ giúp)
- Benjamin C. Victor (2017). "Review of the Indo–Pacific Pseudojuloides cerasinus species complex with a description of two new species (Teleostei: Labridae)" (PDF). Journal of the Ocean Science Foundation. Quyển 29. tr. 11–31.